# Planorotalitidae
Planorotalitidae es una familia de foraminíferos planctónicos de la superfamilia Globorotalioidea, del suborden Globigerinina y del orden Globigerinida. Su rango cronoestratigráfico abarca desde el Ypresiense (Eoceno inferior) hasta el Luteciense (Eoceno medio).

## Discusión
Clasificaciones posteriores han incluido Planorotalitidae en la superfamilia Globigerinitoidea. Clasificaciones previas incluían los taxones de Planorotalitidae en la Familia Globorotaliidae.

## Clasificación
Planorotalitidae incluye a los siguientes géneros:
- Astrorotalia †
- Planorotalites †